# Франчук, Игорь Анатольевич
Игорь Анатольевич Франчук (укр. Ігор Анатолійович Франчук; род. 6 июля 1968, Красноярск) — украинский предприниматель, политик, народный депутат Украины II, III и IV созывов, доктор наук государственного управления, эксперт по вопросам энергетики; председатель правления, президент ГАО «Черноморнефтегаз» (2001—2006).

## Биография
Отец — бывший первый заместитель министра промышленности средств связи СССР, премьер-министр Крыма Анатолий Романович Франчук. Мать — Людмила Леонтьевна Франчук, заслуженный работник сферы услуг Украины. Есть сестра Ирина и брат Александр.

## Образование
1985—1989 — курсант Рижского высшего военно-политического училища ракетных войск стратегического назначения.
Окончил:
- Московский институт народного хозяйства им. Г. В. Плеханова (1992);
- Институт последипломного образования Ивано-Франковского национального технического университета нефти и газа (2002);
- Академию народного хозяйства при правительстве РФ (2003);
- Докторантуру Национальной академии государственного управления при Президенте Украины, г. Киев (июнь 2009);
- Международную школу управления MBA AMP (Advanced Management Programme) в Фонтебло (Франция) INSЕAD (апрель 2010).

В 1999 году под научным руководством к. э. н., доцента И. В. Розпутенко защитил кандидатскую диссертацию по специальности «государственное управление» на тему «Специальная экономическая зона: эффективность принятия управленческих решений». В 2009 году защитил диссертацию на степень доктора наук государственного управления «Развитие системы государственного регулирования энергетики Украины» (научный консультант — д. э. н., профессор В. Г. Бодров).

## Карьера
1989—1991 — служба в Вооруженных силах;
1991—1992 — заместитель генерального директора по экономике Крымского филиала Всесоюзного объединения «Машприборторг»;
1992—1996 — генеральный директор АО «Центр топливно-энергетических ресурсов», г. Симферополь;
1994—2006 — народный депутат Украины II, III и VI созывов; заместитель председателя Комитета Верховной Рады Украины по вопросам топливно-энергетического комплекса, ядерной политики и ядерной безопасности;
2001—2006 — возглавлял Государственное акционерное общество «Черноморнефтегаз»;

### Во главе ГАО «Черноморнефтегаз»
ГАО «Черноморнефтегаз» под руководством Игоря Франчука за период с 2001 по 2006 годы достигло следующих показателей:
- Объемы добычи газа выросли с 700 млн м3 до 1,2 млрд м3;[6][7]
- Введено в эксплуатацию два газовых месторождения в Азовском море: Восточно-Казантипское, с использованием ледостойкой стационарной платформы, и Северо-Казантипское, с новой технологией подводного заканчивания устья скважины на месторождении;
- начато обустройство Одесского и Безымянного газовых месторождений на северо-западном шельфе Черного моря;
- проведены геологические исследования и подтверждены запасы газа на структурах Олимпийская и Субботино;[8]
- проведены работы по реконструкции месторождений на шельфе Черного моря;
- разработана государственная программа освоения месторождений и развития шельфовой зоны Чёрного и Азовского морей;
- совместно с Ивано-Франковским институтом нефти и газа разработана программа обучения и подготовки специалистов для предприятия с использованием опыта ведущих международных компаний, прежде всего, компании Petrobras (Бразилия);[9]
- стартовало освоение глубоководного шельфа Украины. Проведен первый тендер по глубоководному Прикерченскому участку недр (12 тыс. км2), в котором Черноморнефтегаз участвовал совместно с компанией HUNT OIL (Даллас);[10][11][12]
- создан первый негосударственный пенсионный фонд в нефтегазовом комплексе, который позволил изменить социальные стандарты 3,5-тысячного коллектива предприятия[6][7].

### Парламентская деятельность
Народный депутат Верховной Рады Украины II, III и IV созывов.
1996—1998 — член Комитета Верховной Рады Украины II созыва по вопросам топливно-энергетического комплекса, транспорта и связи.
1998—2002 — председатель подкомитета Верховной Рады Украины III созыва по вопросам законодательного обеспечения правоохранительной деятельности.
2002—2006 — заместитель председателя Комитета Верховной Рады Украины IV созыва по вопросам топливно-энергетического комплекса, ядерной политики и ядерной безопасности, исполнял обязанности председателя Комитета (2005—2006).
Соавтор законопроектов «О Национальной комиссии регулирования энергетики Украины», «О государственном регулировании в энергетике Украины», «О государственном медицинском страховании», «О когенерации», «О нефти и газе» и других.
2009—2014 — Председатель Наблюдательного совета АОЗТ «Центр топливно-энергетических ресурсов», г. Симферополь.
2014—2019 — Управляющий партнер «Future Capital Management».
С 2019 года — частный предприниматель.
С октября 2020 — вице-президент по развитию транспортной инфраструктуры и энергетики Всеукраинской общественной организации «Украинский союз промышленников и предпринимателей».
С ноября 2020 — советник вице-премьер-министра Украины — министра по вопросам стратегических отраслей промышленности Украины (на общественных началах).

## Семья
Первая жена — Елена Кучма. Вторая жена — Татьяна Франчук. Третья жена (с 2009 г.) — Юлия Польская, основательница компании Роял Групп, Франция.
Имеет четырех сыновей: Романа (1991), Александра (1999), Ярослава (2001), Игоря (2017), — и двух дочерей: Елизавету (2010) и Екатерину (2012).